# Ente Regionale per i Servizi all'Agricoltura e alle Foreste
l'Ente Regionale per i Servizi all'Agricoltura e alle Foreste (ERSAF) è un'istituzione pubblica della Regione Lombardia istituita con la legge regionale numero 3 del 12 gennaio 2002. Opera sul territorio lombardo nei seguenti ambiti: foreste, agricoltura, montagna, suolo, ambiente e territorio, in cooperazione con altri soggetti pubblici e privati e nell'ambito di progetti europei, nazionali e regionali per testare nuove tecniche dei processi produttivi e individuare nuove modalità di valorizzazione dei prodotti agricoli, degli ambienti naturali e della biodiversità.

## Attività e competenze
ERSAF sul territorio lombardo si occupa di supportare il governo regionale nella programmazione e attuazione delle politiche agricole e forestali, di pianificazione territoriale e di tutela delle risorse naturali con azioni di monitoraggio, nel supporto tecnico-scientifico sui temi dello sviluppo del territorio montano e nel sostegno allo sviluppo delle filiere agroalimentari per rafforzare la competitività aziendale in capo vitivinicolo, lattiero-caseario e bioenergetico.
Si occupa inoltre di gestione e valorizzazione del patrimonio agroforestale lombardo tutelando il patrimonio boschivo e agroforestale, le aree naturali protette e la biodiversità e della riqualificazione ambientale.
Infine, gestisce il Servizio fitosanitario regionale e il servizio agrometeorologico regionale.

## Aree naturali protette gestite da ERSAF
ERSAF gestisce sei riserve naturali, cinque delle quali facenti parte della rete Natura 2000, a cui si aggiungono altre otto zone di protezione speciali. Gestisce anche la parte Lombarda del parco nazionale dello Stelvio.
- Parco nazionale dello Stelvio (parte lombarda, dal 2016)
- Riserva naturale Boschi del Giovetto di Palline (anche SIC e ZPS)
- Riserva naturale Valsolda (anche ZPS)
- Riserva naturale Sasso Malascarpa (anche SIC)
- Riserva naturale Monte Alpe (anche SIC)
- Riserva naturale Isola Boschina (anche SIC e ZPS)
- Riserva naturale Valle del Parco della Noce
- Triangolo Lariano (ZPS)
- Monte Generoso (ZPS)
- Monte Resegone (ZPS)
- Val di Scalve (ZPS)
- Foresta di Legnoli (ZPS)
- Val Caffaro (ZPS)
- Val Grigna (ZPS)
- Costa del Palio (ZPS)